# 旧吉川家住宅

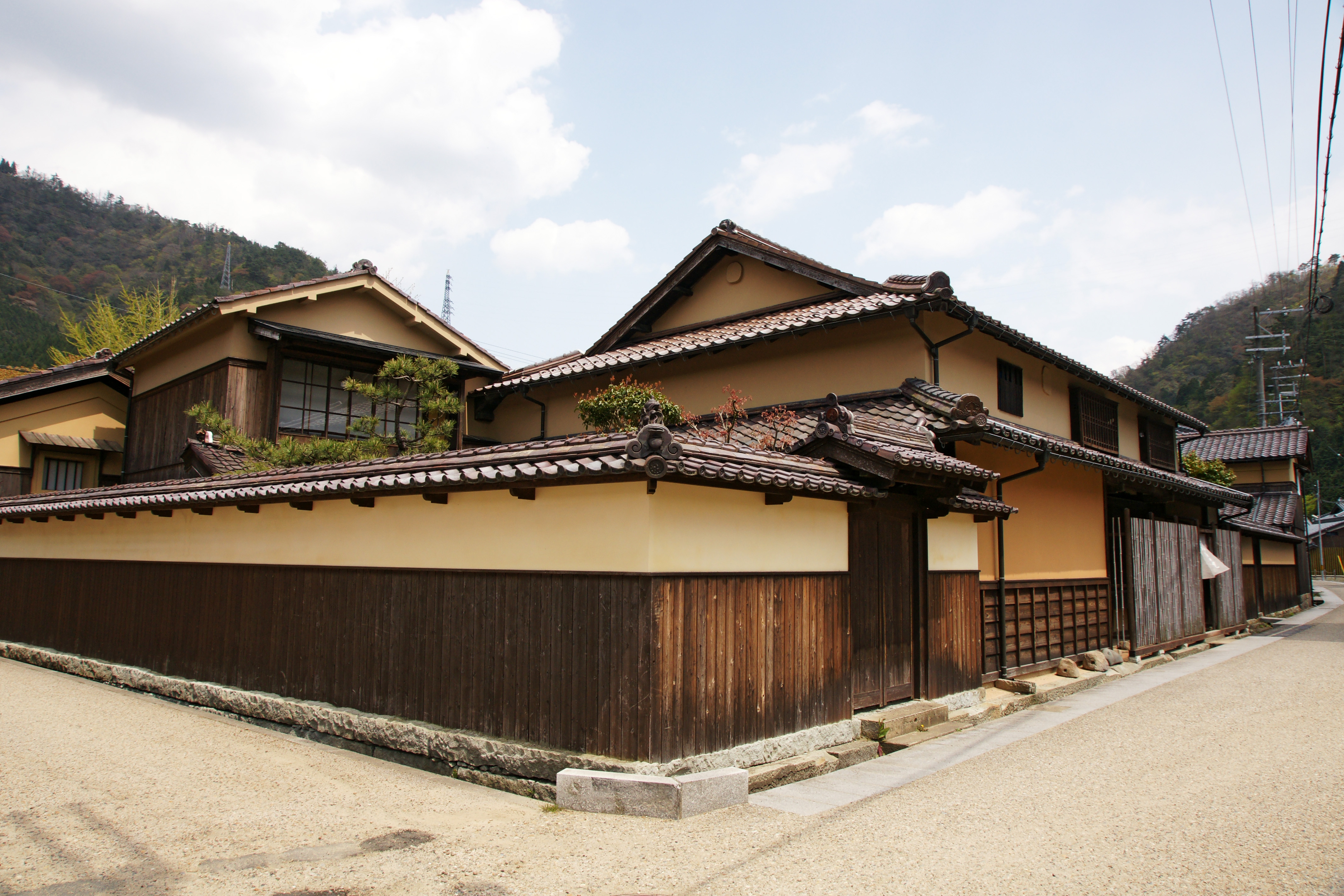
宮町通り側、主屋を望む

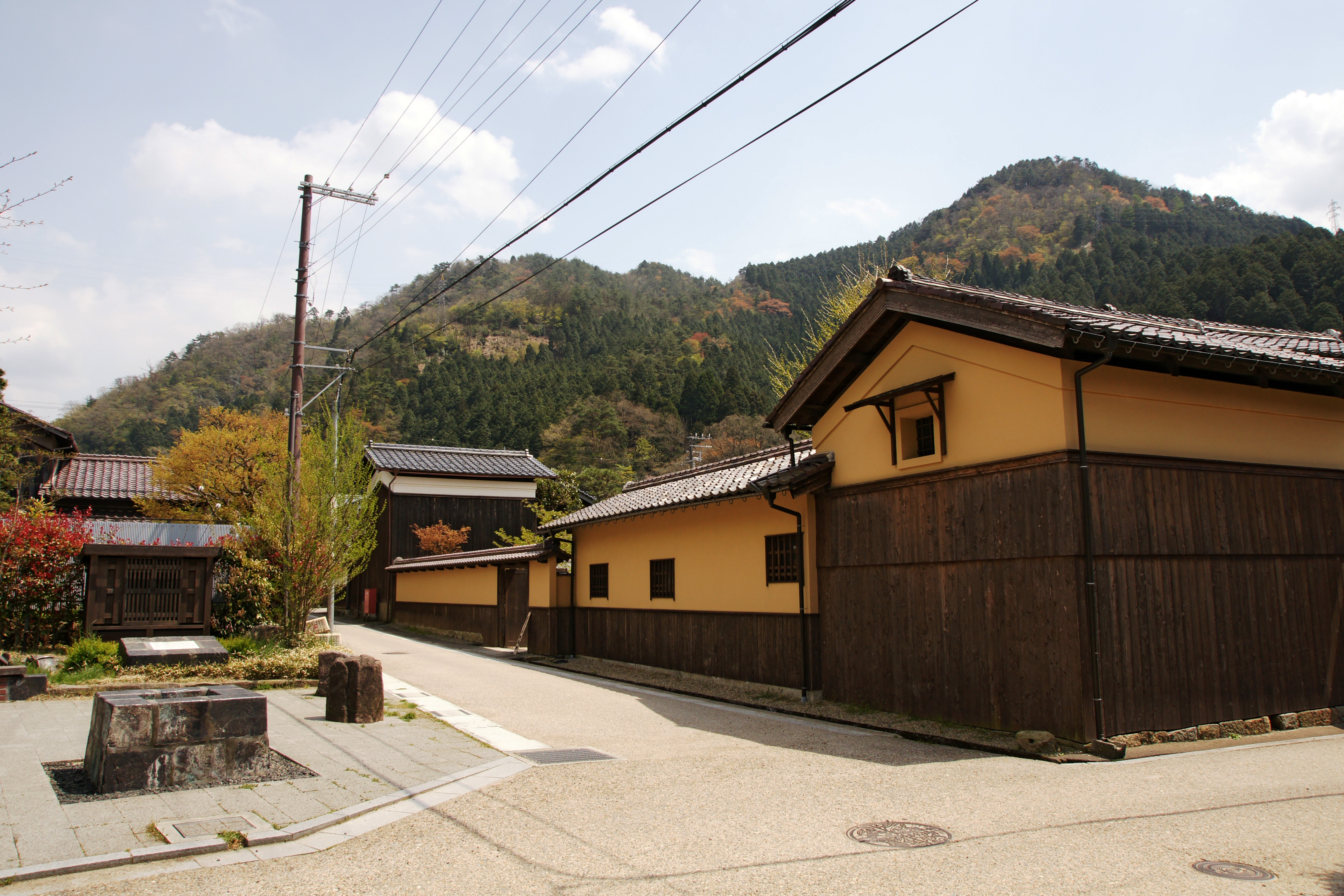
下小路通り側、手前は米蔵

旧吉川家住宅（きゅうきっかわけじゅうたく）は兵庫県朝来市口銀谷（くちがなや）にある江戸時代築の古民家で、県指定の景観形成重要建造物等である。生野まちづくり工房井筒屋という名称で、県の景観形成地区に指定される口銀谷地区のビジターセンター等として活用されている。

## 概要
江戸時代に井筒屋の号で代々山師を務め郷宿を営んでいた吉川家の本邸である。
郷宿を兼ねた吉川家の主屋は、棟札から天保3年（1832年）の建築であることが判明している。主屋、離れ、土蔵、米蔵、内蔵、西塀の6棟が国の登録有形文化財に登録されている。
平成11年（1999年）に吉川家の寄贈によって、これら土地・建物等一式が旧生野町（現朝来市）の所有となり、改修の後、平成15年（2003年）に一般に公開された。
館内には、吉川家寄贈の資料展示のほか、ギャラリーなどが設けられている。
生野まちづくり工房井筒屋は、平成15年度手づくり郷土賞（地域整備部門部門）受賞。

## 利用情報
- 開館時間 - 午前9時から午後5時まで
- 休館日 - 月曜。月曜が祝日の場合は、その翌日
- 入館無料
- 所在地 -  〒679-3301兵庫県朝来市生野町口銀谷
- 備考 - 県指定景観形成重要建造物等、国の登録有形文化財

## 交通アクセス
- 播但線 生野駅 徒歩8分

## 周辺
- 口銀谷（銀山まち回廊） - 兵庫県指定景観形成地区
  - 旧生野鉱山社宅、生野クラブ、但陽会館
- 生野銀山
- あさご芸術の森
- 多々良木ダム
- ムーセ旧居